# Cachoeira do Itambé (Cássia dos Coqueiros)

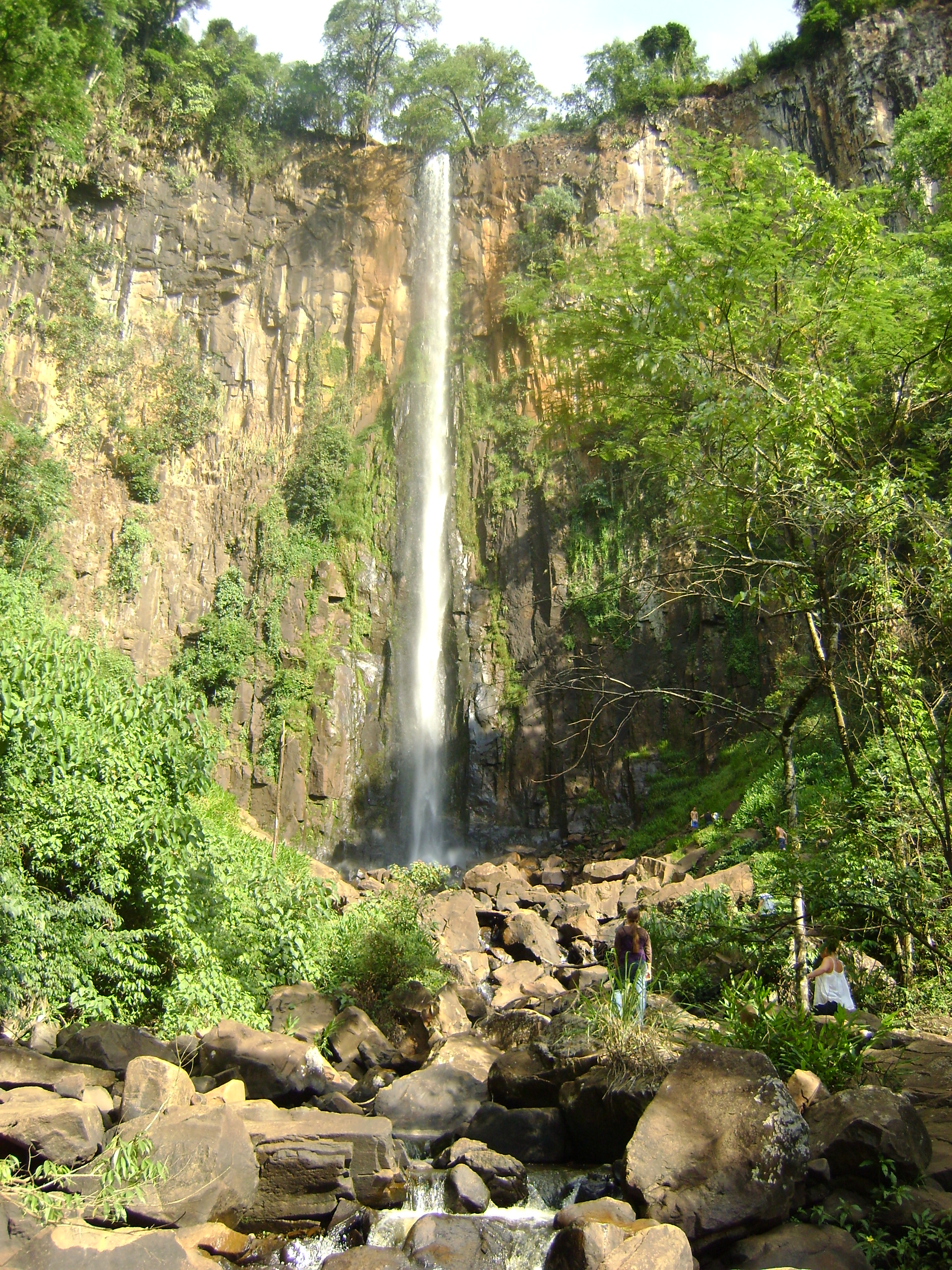
Cachoeira do Itambé

A Cachoeira de Itambé, localizada no município de Cássia dos Coqueiros-SP, é um dos pontos turísticos que a cidade tem a oferecer aos seus visitantes. Localizada a 3 km da cidade acesso asfaltado, possui dois pontos de acesso, a primeiro acesso está situado a 3 km e o segundo a 4 km, andando 100 metros de terra, a cachoeira fica em propriedade particular sendo proibido o acesso sem autorização.

## Visão Geral
A Cachoeira de 84 metros de altura está cravada em um vale com fauna e flora diversificada.
Para os que querem se aventurar no pé da Cachoeira de Itambé, há uma trilha com um declive acentuado, onde os visitantes contam apenas com cordas que servem de corrimão. Ao todo, são cerca de 100 metros de descida. Na Itambé há ainda uma estrutura no alto da cachoeira com estacionamento, churrasqueiras e um bar para os turistas da região.
A entrada para a cachoeira fica no Camping do "Zé Manso", onde é cobrada uma taxa de visitação para acessar a trilha da cachoeira, que dura em média 30 minutos. Para quem quiser passar a noite na propriedade, basta disposição para armar uma barraca e pagar uma taxa de R$ 15 para acampar.